# Pieter Jansz van Asch
Pieter Jansz van Asch (Delft, 1603 – Delft, 1678) è stato un pittore olandese del Secolo d'oro.

## Biografia
Figlio del pittore ritrattista di Delft Hans van Asch, si iscrisse alla Gilda di San Luca nel 1623. È stato fortemente influenzato nei suoi primi anni da Willem van den Package (1577-1655), il cui idilli pastorali erano molto popolari all'epoca. Il suo stile si è sviluppato ecletticamente, mostrando di volta in volta l'influenza, tra gli altri, di Salomon van Ruysdael, Jan Wynants e Jan Hackaert. Certamente fu in contatto con Jan Verkolje, che ci ha lasciato un'incisione con un suo ritratto. La città di Delft pagò, nel 1669, 100 fiorini per uno schoorsteenstuk (dipinto da caminetto) del Prinsenhof.
Secondo Houbraken, si specializzò in piccoli panorami, alla maniera dei suoi maestri Jan van Goyen e Salomon van Ruysdael, ma la sua carriera di pittore fu ostacolata dalla cura dovuta agli anziani genitori. Un suo paesaggio viene ritratto da Vermeer appeso alle spalle della Suonatrice di chitarra. Il dipinto è da identificarsi, secondo Weber, nel Paesaggio con gentiluomo e cani. Questo dipinto, in effetti potrebbe essere stato in possesso di Vermeer al momento della morte: come molti altri pittori olandesi, anche Vermeer, infatti, era solito tenere nello studio quadri di colleghi per venderli.